# Pierre Leemans
Pour les articles homonymes, voir Pierre et Leemans.
Pierre Leemans (en néerlandais : Pieter Leemans ) (1897–1980) est un musicien et compositeur de musique classique belge. Il a travaillé sur de nombreux genres et notamment sur la musique chorale et orchestrale, la musique de film mais il est surtout connu pour ses marches : la Marche des parachutistes belges et la Marche des commandos

## Courte biographie
Il naît à Schaerbeek le 31 mai 1897. Il étudie le piano, l'harmonie, l'orchestration et la composition au Conservatoire royal de Bruxelles. Il commence une carrière d'enseignant en 1917 à l'Académie de musique d'Etterbeek. À l'âge de 22 ans, il exécute son année de service militaire comme musicien (alto) au 4e Régiment de Carabiniers, puis retourne enseigner la musique à Etterbeek jusqu'en 1932 année où il deviendra directeur des programmes à l'INR. En 1934, il gagne le concours de composition de la marche de l'exposition universelle de Bruxelles de 1935. Il fonde la chorale du lycée de Schaerbeek en 1940 et gagne encore un concours scolaire de composition en 1943.
Parmi 109 autres compositeurs anonymes, les compositions de Pierre Leemans furent sélectionnées et remportèrent le premier et second prix de l'Exposition universelle de Bruxelles en 1958.
Il décéda à Ixelles le 10 janvier 1980.

## Marche des parachutistes belges
Durant son service militaire, Pierre Leemans, sur demande de son commandant, commença à écrire une marche qu'il ne termina pas. Durant la Seconde Guerre mondiale, une brigade parachutiste belge fut formée. En 1945, lors d'un repas en compagnie des parachutistes, il se vit demander par le commandant Blondeel, de leur créer une marche en "l'espace d'une nuit". Leemans composa la marche à partir des brouillons de celle dont il avait commencé la composition lors de son service militaire. 
La marche fut officiellement jouée la première fois le 8 mai 1946, lors des commémorations de la victoire et du quatrième anniversaire du Régiment parachutiste par la Musique royale des guides sur la Grand-Place de Bruxelles. Elle devient officiellement la marche du régiment des parachutistes belges le 9 septembre 1946. Cette marche est également la marche régimentaire du Special Air Service.

## Source
- (en) Cet article est partiellement ou en totalité issu de l’article de Wikipédia en anglais intitulé « Pierre Leemans » (voir la liste des auteurs).